# Warnung vor einer heiligen Nutte
Warnung vor einer heiligen Nutte is een West-Duitse dramafilm uit 1971 onder regie van Rainer Werner Fassbinder.

## Verhaal
Bij de opnamen van een film ontbreken zowel het filmmateriaal als de regisseur. De filmploeg tracht er dan maar het beste van te maken. Ook na de komst van de regisseur is het filmmateriaal er nog niet. Wanneer dat dan uiteindelijk toch arriveert, ontstaat er verdeeldheid op de set.

## Rolverdeling
| Acteur                   | Personage | Beschrijving             |
| ------------------------ | --------- | ------------------------ |
| Lou Castel               | Jeff      | de regisseur             |
| Eddie Constantine        | Zichzelf  |                          |
| Marquard Bohm            | Ricky     | de acteur                |
| Hanna Schygulla          | Hanna     | de actrice               |
| Rainer Werner Fassbinder | Sascha    | de productiemanager      |
| Margarethe von Trotta    | Babs      | de productiesecretaresse |
| Hannes Fuchs             | David     | de regieassistent        |
| Marcella Michelangeli    | Margret   |                          |
| Karl Scheydt             | Manfred   | de producent             |
| Ulli Lommel              | Korbinian | de opnameleider          |
| Kurt Raab                | Fred      | de decorateur            |
| Herb Andress             | Mark      | de coach                 |
| Monica Teuber            | Billi     |                          |
| Benjamin Lev             | Candy     |                          |
| Gianni Di Luigi          |           | Cameraman                |
| Ingrid Caven             |           | Figurante                |